# Cornate d'Adda
Cornate d'Adda es una localidad y comune italiana de la provincia de Monza y Brianza, región de Lombardía, con 10.100 habitantes.

## Evolución demográfica
| Gráfica de evolución demográfica de Cornate d'Adda entre 1861 y 2001 |
|                                                                      |
| Fuente ISTAT - elaboración gráfica de Wikipedia                      |